# Anna Miserocchi
Anna Miserocchi (Roma, 26 de juny de 1925 - 18 de març de 1988) fou una actriu italiana, així com actriu de doblatge.

## Biografia
Va estudiar a l'Escola d'Art Dramàtic i va debutar el 1952 al teatre amb Diàlegs de carmelites de Georges Bernanos dirigida per Orazio Costa. Dotafs de grans recursos vocals i una presència escènica efectiva, va intentar amb èxit tant en el repertori contemporani (Diego Fabbri, Ugo Betti, Luigi Pirandello, Cocteau) com en el clàssic (Eurípides, Sòfocles, Shakespeare).
Anna Miserocchi era particularment famosa per la seva veu característica i recognoscible, amb un to càlid i suau.
Participà molt sovint a la prosa radiofònica de la RAI de finals dels anys quaranta, tant en obres de ràdio com comèdies, amb la Compagnia di Prosa di Radio Roma, on treballaven, entre d'altres, Ubaldo Lay, Riccardo Cucciolla, Achille Millo, Renato Cominetti, Franco Becci, i directors com Anton Giulio Majano, Pietro Masserano Taricco i Nino Meloni. A finals dels anys quaranta va començar a treballar com a actriu de doblatge a la Companyia O.D.I. de Roma.
A la televisió foren famoses les seves interpretacions de la baronessa Danglars al drama Il conte di Montecristo (1966), i en el paper de Marta Fenwick a E le stelle stanno a guardare (1971). També es recorden les seves interpretacions a Bene mio e core mio (1964) amb Eduardo De Filippo, Le inchieste del commissario Maigret a l'episodi L'ombra cinese al costat de Gino Cervi, a Il caso Chessman, i el 1977 a Il commissario De Vincenzi. Va obtenir un dels Premis Ondas 1969.

## Teatre
- Le colonne della società de Henrik Ibsen, dirigit per Orazio Costa, Teatro delle Arti di Roma, 5 novembre 1951.
- Così è (se vi pare) de Luigi Pirandello, dirigit per Orazio Costa, Teatro delle Arti di Roma, 4 gennaio 1952.
- Processo a Gesù de Diego Fabbri, dirigit per Orazio Costa, al Piccolo Teatro di Milano, 2 març 1955.
- Le troiane d'Eurípides, dirigit per Vittorio Cottafavi, edició televisiva Rai, 1967.
- Un tram che si chiama desiderio de Tennessee Williams, dirigida per Antonio Barbieri, al Teatre San Babila de Milà el 1972.
- I parenti terribili de Jean Cocteau, dirigida per Franco Enriquez, amb Lilla Brignone, Anna Miserocchi, Giampiero Becherelli, Serena Spaziani, Fabrizio Bentivoglio, 1978.

## Prosa radiofònica Rai
- Giovanna e i suoi giudici, drama de Thierry Maulnier, dirigida per Guido Salvini, transmesa l'1 de novembre de 1951.
- Un tale che passa, de Gherardo Gherardi, dirigida per Sergio Tofano, transmesa el 29 de juliol de 1952.
- La cantata dei pastori, d'Andrea Perrucci, dirigida per Anton Giulio Majano, transmesa el 6 de gener deo 1955.
- Il mistero della carità di Giovanna D'Arco, de Charles Péguy, dirigida per Corrado Pavolini, transmesa el 21 d'abril de 1957.
- Turandot, reducció radiofònica, dirigida per Corrado Pavolini, transmesa el 21 de juliol de 1959.

## Filmografia
- Il conte Aquila, dirigida per Guido Salvini (1955)
- Il magnifico Texano, dirigida per Luigi Capuano (1967)
- Quel giorno Dio non c'era, dirigida per Osvaldo Civirani (1970)
- Bella di giorno, moglie di notte, dirigida per Nello Rossati (1971)
- Culastrisce nobile veneziano, dirigida per Flavio Mogherini (1976)
- Maledetti vi amerò, dirigida per Marco Tullio Giordana (1980)

### Televisió Rai
- Come le foglie, de Giuseppe Giacosa, dirigida per Mario Ferrero (1954)
- Viaggio di nozze, dirigida per Daniele D'Anza (1956)
- Le allegre comari di Windsor, de William Shakespeare, dirigida per Pietro Sharoff (1959)
- Le troiane, d'Eurípides dirigida per Claudio Fino (1960)
- Re Lear, de Shakespeare, dirigida per Sandro Bolchi (1960)
- Non è più mattina, de William Kendall Clarke, dirigida per Anton Giulio Majano, 14 de novembre 1964.
- Il conte di Montecristo, dirigida per Edmo Fenoglio (1966)
- E le stelle stanno a guardare, dirigida per Anton Giulio Majano (1971)
- Delitto all'isola delle capre, dirigida per Enrico Colosimo (1978)